# Charles Tournemire
Charles Tournemire, född 22 januari 1870 i Bordeaux, död 4 november 1939 i Arcachon, fransk tonsättare och organist. Han var César Francks yngsta elev. Som organist i basilikan Sainte-Clotilde i Paris efterträdde han Gabriel Pierné.
Tournemire har komponerat många symfoniska orgelverk och "L'orgue mystique" - en orgelcykel som sträcker sig över hela kyrkoåret. Olivier Messiaen, Daniel-Lesur och Jean Langlais hör till de tonsättare som starkt påverkats av hans stil.
Han har också skrivit orkesterverk och kammarmusik.

## Verkförteckning

### Orgelverk
- Triple Choral, op.41 (1910)
- L'Orgue mystique (1927-1932)
  - Cycle de Noël, op.55
  - Cycle de Pâques, op.56
  - Cycle Après La Pentecôte, op.57
- Trois Poèmes, op.59 (1932)
- Sei Fioretti, op.60
- Fantasie symphonique, op.64 (1934)
- Sept Chorales-Poëmes, op.67 (1935)
- Symphonie-Choral, op.69 (1935)
- Symphonie sacrée, op.71 (1936)
- Suite évocatrice, op.74 (1938)
- Deux Fresques symphoniques sacrées, op.75-76 (1938-1939)

### Kammarmusik
- Stråkkvartett, "Musique orante", op.61 (1933)
- Violinsonat "Sonate-Poème", op.65 (1934)

### Orkesterverk
- Poème, op.38, (1910) för orgel och orkester
- Åtta symfonier:
  - Symfoni nr.1 A-dur, op.18 "Romantique" (1900)
  - Symfoni nr.2 Bb-dur, op.36 "Ouessant" (1908-1909)
  - Symfoni nr.3 D-dur, op.43 "Moskva"
  - Symfoni nr.4, op.44 "Pages symphoniques" (1912)
  - Symfoni nr.5 f-moll, op.47 (1913-1914)
  - Symfoni nr.6, op.48 (för tenor, kör, orgel och orkester)
  - Symfoni nr.7, op.49 "Les danses de la vie"
  - Symfoni nr 8, op.51 "Le triomphe de la mort" (1920-1924)